# Аргат-Юл
Арга́т-Юл (рос. Аргат-Юл) — селище у складі Первомайського району Томської області, Росія. Входить до складу Улу-Юльського сільського поселення.
Стара назва — Аргат'юл.

## Населення
Населення — 394 особи (2010; 444 у 2002).
Національний склад (станом на 2002 рік):
- росіяни — 96 %